# 傅伯杰
傅伯杰（1958年1月4日—），陕西咸阳人，中国景观生态学家，中国科学院生态环境研究中心研究员。1982年毕业于陕西师范大学地理系，1984年获该校硕士学位，1989年于北京大学获博士学位。2011年当选为中国科学院院士。2012年当选为第三世界科学院院士。2015年当选为英国爱丁堡皇家学会外籍院士。2016年出任北京师范大学教授，地理学部部长。2019年当选为美国文理科学院院士。